# Slovenská fotbalová divize
Slovenská fotbalová divize (slovensky: Slovenská futbalová divízia, zkráceně Divízia), byla v letech 1981 – 1993 třetí nejvyšší fotbalová soutěž na území Slovenské socialistické republiky (od 1. března 1990 Slovenská republika (1990–1992), od 1. ledna 1993 Slovenská republika). Byla založena v roce 1965 původně jako třetí nejvyšší fotbalová soutěž v republice, zanikla v roce 1993 po rozpadu Československa.

## Názvy soutěže (počet skupin)
Zdroj: 
- 1965–1978: Divízia (2 skupiny – E a F)
- 1978–1983: Divízia (3 skupiny – Západ, Střed a Východ)
- 1983–1985: Divízia (6 skupin – Západ: Bratislava, Jihovýchod, Severovýchod; Střed; Východ: Východ a Západ)
- 1985–1987: Divízia (7 skupin – Západ: Bratislava A, Bratislava B, Jihovýchod, Severovýchod; Střed; Východ: Východ a Západ)
- 1987–1993: Divízia (4 skupiny – Bratislava, Západ, Střed a Východ)